# Cromo
O cromo/crômio PB no Brasil, ou cromo/crómioPE em Portugal - do grego χρώμα, pronunciado como "chróma", significando cor, é um elemento químico de símbolo Cr, número atômico 24 (24 prótons e 24 elétrons) e massa atômica 52 u, sólido em temperatura ambiente.
É um metal encontrado no grupo 6 (6B) da Classificação Periódica dos Elementos, empregado especialmente em metalurgia em processos denominados eletrodeposição. Alguns de seus óxidos e cromatos são usados como corantes. Foi descoberto em 1797 por Louis Nicolas Vauquelin no mineral crocoíta encontrado na Rússia.

## Características principais
O cromo é um metal de transição, duro, frágil, de coloração cinza semelhante ao aço. É muito resistente à corrosão. A forma oxidada trivalente é natural no meio ambiente, enquanto que as formas 0 e +6 são geralmente produzidas por processos industriais, principalmente na fabricação de ligas metálicas.
Seu maior estado de oxidação é +6 (hexavalente), ainda que estes compostos sejam muito oxidantes. O estado mais estável é +3 (trivalente) sob condições de redução.

## Aplicações
Compostos de cromo são usados na produção de ferrocromo, eletroplatina, produção de pigmentos e curtimento. Os principais usos de cromo são no processamento metalúrgico de ferrocromo e outros produtos metalúrgicos, principalmente, aço inoxidável, e de uma maneira bem mais secundária, no processamento de refratários de tijolos de cromo e processos químicos para produzir ácidos de cromo e cromatos. Cromatos são usados na oxidação de vários materiais orgânicos, na purificação de químicos, na oxidação inorgânica, e na produção de pigmentos. Uma grande porcentagem de ácido crômico é usado em revestimentos.
- O cromo é empregado principalmente em metalurgia para aumentar a resistência à corrosão e dar um acabamento brilhante.
  - Em ligas metálicas. O aço inoxidável, por exemplo, apresenta quantidades acima de 11% de cromo.
  - Em processos de cromagem que é depositar sobre uma peça uma capa protetora de cromo através da eletrodeposição. Também é utilizado em anodizado de alumínio.
- Seus cromatos e óxidos são empregados em corantes e pinturas. Em geral, seus sais são empregados, devido às suas cores variadas, como mordentes.
- O dicromato de potássio (K2Cr2O7) é um reativo químico usado para a limpeza de materiais de vidro de laboratório e em análises volumétricas.
- É comum o uso do cromo e de alguns de seus óxidos como catalisadores, por exemplo, na síntese do amoníaco (NH3).
- O mineral cromita (Cr2O3·FeO) é empregado em moldes para a fabricação de ladrilhos, geralmente materiais refratários. Entretanto, uma grande parte de cromita é empregada para obter o cromo ou em ligas metálicas.
- No curtimento de couros é comum empregar o denominado "curtido ao cromo", sendo este o produto de maior consumo na curtição de couros e peles, consistindo em utilizar o hidroxissulfato de cromo(III) (CrOHSO4).
- Para preservar a madeira costuma-se utilizar substâncias químicas que se fixam a ela, protegendo-a. Entre essas substâncias, aquela usada para proteger a madeira é o óxido de cromo(VI) (CrO3).
- Quando no coríndon (α-Al2O3) se substituem alguns íons de alumínio por íons de cromo, obtém-se o rubi. O rubi pode ser empregado, por exemplo, em laseres.
- O dióxido de cromo (CrO2) é usado para a produção do material magnético empregado em fitas-cassetes para gravação de som, produzindo melhores resultados do que aquelas com óxido de ferro (Fe2O3) devido à sua maior coercitividade.

## História
Em 1761, Johann Gottlob Lehmann encontrou nos Urais (Rússia) um mineral de cor laranja avermelhada que denominou de "chumbo vermelho da Sibéria". Esse mineral era a crocoíta (PbCrO4), e acreditou-se, na época, que era um composto de chumbo com selênio e ferro.
Em 1770, Peter Simon Pallas escavou no mesmo lugar e encontrou o mineral, verificando ser muito útil, devido às suas propriedades, como pigmento, em pinturas. Essa aplicação como pigmento difundiu-se rapidamente.
Em 1797, Louis Nicolas Vauquelin recebeu amostras desse material. Foi capaz de, a partir dele, produzir o óxido de cromo (CrO3) misturando crocoíta com ácido clorídrico (HCl).
Em 1798, descobriu que se podia isolar o cromo aquecendo o óxido em um forno de carvão. Também se pôde detectar traços de cromo em pedras preciosas, como por exemplo, em rubis e esmeraldas. Denominou o elemento de cromo (do grego "chroma", que significa "cor") devido às diferentes colorações que apresentam os compostos desse elemento.
O cromo foi empregado principalmente como corante em pinturas. No final do século XIX começou a ser utilizado como aditivo em aço. Atualmente, em torno de 85% do cromo consumido é utilizado em ligas metálicas.

## Compostos
O cromo, por mais que seja um mineral essencial ao homem, também pode ser tóxico, isso depende da forma como ele é encontrado, ou seja, sua forma de oxidação. As formas oxidadas encontradas são: cromo(0), cromo(III) e cromo(VI). O cromo(III) é natural no meio ambiente, o cromo(VI) e cromo(0) são geralmente produzidos por processos industriais, principalmente, na fabricação de ligas metálicas.
O estado trivalente (Cr3+) é a forma mais estável sob condições de redução. O cromo na sua forma hexavalente representa o estado mais estável do elemento depois do trivalente. O óxido de cromo(VI) tem caráter ácido e dele deriva o ácido crômico originando ácidos policrômicos.
O dicromato de potássio é um oxidante enérgico utilizado para limpeza de materiais de vidro de laboratório, eliminando qualquer tipo de resto orgânico que possa conter. O "verde de cromo" [óxido de cromo(III), Cr2O3] é um pigmento empregado em pinturas esmaltadas e na coloração de vidros. O "amarelo de cromo" [cromato de chumbo(II), PbCrO4] também é usado como pigmento.
Não é encontrado na natureza o ácido crômico e nem o dicrômico, porém os seus ânions são encontrados numa ampla variedade de compostos. O trióxido de cromo, CrO3, que deveria ser o anidrido do ácido crômico, é vendido comercialmente como "ácido crômico". O dicromato de amônio [(NH4)2Cr2O7] é o principal material que é expelido dos vulcões em erupção. É um sólido alaranjado.

## Papel biológico
Em princípio, considera-se o cromo (em seu estado de oxidação +3) um elemento químico essencial, ainda que não se conheça com exatidão suas funções. Parece participar do metabolismo dos lipídios e dos hidratos de carbono, assim como em outras funções biológicas.
Tem-se observado que alguns dos complexos do cromo parecem participar da potencialização da ação da insulina, sendo, por isso, denominado de "fator de tolerância à glicose" devido à relação com a atuação da insulina. A ausência de cromo provoca intolerância à glicose e, como consequência, o aparecimento de diversos distúrbios.
Até hoje não foi encontrada nenhuma metaloproteína com atividade biológica que contenha cromo, por isso ainda não se pode explicar como atua.
A sua carência nos seres humanos pode causar ansiedade, fadiga e problemas de crescimento. Em contraposição, o seu excesso (em nível de nutriente) pode causar dermatites, úlcera, problemas renais e hepáticos.
Por outro lado, os compostos de cromo no estado de oxidação +6 são muito oxidantes e são cancerígenos, com altos riscos de câncer de pulmão e nasossinusal, principalmente em pessoas frequentemente expostas. Entretanto, não há casos comprovados de câncer para a exposição ao cromo metálico sozinho.
O sistema respiratório absorve rapidamente a forma oxidada hexavalente, proveniente de soldagens e aerossóis, podendo acarretar em efeitos adversos ao próprio sistema respiratório, mucosas e pele, além de também exercer efeito negativo, em menor grau, nos rins humanos.
Dentre as formas oxidadas,a trivalente é a menos tóxica.

## Abundância e obtenção
Níveis naturais em águas não-contaminadas variam entre 1 µg a alguns µg/litro. A concentração do cromo nas rochas varia de 5 mg/kg (rochas graníticas) a 1800 mg/kg (rochas ultramáficas/básicas). Os depósitos mais importantes de cromo na Terra possuem esse elemento no estado elementar ou na forma trivalente. Na maioria dos solos, o cromo ocorre em baixas concentrações (2-60 mg/kg), mas valores de aproximadamente 4 g/kg já foram vistos em solos não-contaminados. Quase todo o cromo hexavalente do ambiente se origina de atividades antrópicas. É derivado da oxidação industrial de depósitos de cromo e da combustão de combustíveis fósseis, madeira e papel.
Obtém-se cromo a partir da cromita (FeCr2O4). O cromo é obtido comercialmente aquecendo a cromita em presença de alumínio ou silício mediante o processo de redução. Aproximadamente metade da produção mundial de cromita é extraída na África do Sul. Também obtém-se em grandes quantidades no Cazaquistão, Índia e Turquia.
Os depósitos ainda não explorados são abundantes, porém estão concentrados no Cazaquistão e no sul da África.
Em 2000 foram produzidas aproximadamente 15 milhões de toneladas de cromita, da qual a maior parte destina-se ao uso em ligas metálicas (cerca de 70%) como, por exemplo, para a obtenção do ferrocromo, que é uma liga metálica de cromo e ferro com um pouco de carbono. Outra parte (cerca de 15%) emprega-se diretamente como material refratário e o restante, na indústria química para a obtenção de diferentes compostos de cromo.
Foram descobertos alguns depósitos de cromo metálico, embora de pequenas quantidades. Numa mina russa (Udachnaya) produzem-se amostras do metal devido ao ambiente redutor, que facilita a produção de diamantes e cromo elementar.

## Isótopos
São encontrados três isótopos estáveis na natureza: cromo-52, cromo-53 e cromo-54. O mais abundante é o cromo-52 (83,789%). Estão caracterizados 19 radioisótopos, sendo o mais estável o cromo-50 com meia-vida superior a 1,8 x 1017 anos, seguido do cromo-51 com meia-vida de 27,7025 dias. Os demais têm meia-vida de menos de 24 horas, e, dentre esses, a maioria com menos de um minuto. Esse elemento também tem dois meta-estados.
O cromo-53 é um produto do decaimento radioativo do manganês-53. Os conteúdos isotópicos no cromo estão relacionados com os do manganês, o que se aplica em geologia. As relações isotópicas de Mn-Cr reforçam a evidência de alumínio-26 e paládio-107 na origem do sistema solar. As variações nas relações de cromo-53/cromo-52 e Mn/Cr em alguns meteoritos indicam uma relação inicial de 53Mn/55Mn, sugerindo que as relações isotópicas Mn-Cr resultam do decaimento in situ de 53Mn em corpos planetários diferenciados. Portanto, o 53Cr fornece evidência adicional de processos nucleossintéticos anteriores à formação do sistema solar.
O peso atómico dos isótopos do cromo varia de 43 u (cromo-43) até 67 u (cromo-67). O principal modo de decaimento antes do isótopo estável mais abundante, o cromo-52, é a captura eletrônica, enquanto que, nos posteriores a aquele, é a desintegração beta.

## Precauções
Geralmente, não se considera que o cromo metálico e os compostos de cromo(III) sejam, especialmente, um risco para a saúde. Trata-se de um elemento essencial para o ser humano, porém em altas concentrações é toxico.
Os compostos de cromo(VI) são tóxicos quando ingeridos, sendo a dose letal de alguns gramas. Em níveis não letais, o cromo(VI) (cromo hexavalente) é altamente carcinógeno. A maioria dos compostos de cromo(VI) irritam os olhos, a pele e as mucosas. A exposição crônica a compostos de cromo(VI) pode provocar danos permanentes nos olhos.
A Organização Mundial da Saúde (OMS) recomenda desde 1958 uma concentração máxima de 0,05 mg/litro de cromo(VI) na água de consumo. Este valor está sendo revisado, havendo novos estudos sobre os seus efeitos a saúde.